# Bilsæte
Bilsæte ("beboere på højderyggen") var en stamme eller klan i angelsaksisk England, der boede i et område omkring en lille højderyg, der i dag ligger i byen Bilston i West Midlands.
I et dokument hvor kong Ethelred 2. tildelte Wolverhampton til Lady Wulfrun i 985 nævner bosættelsen som Bilsatena, og et senere charter fra 996 kalder bosættelsen Bilsetnatun. Disse navne bekræfte etymologien (bosættelse (tun) af folket (saetna) på højderyggen (bil), and disproves the alternative and better known etymology for Bilston (Billestun).